# Orléans-i Aegidius
Orléans-i Aegidius (latinul: Aegidius Aurelianensis, franciául: Gilles d'Orléans), (13. század) középkori francia filozófus.
Quaestiokat írt (amelyeket De generatione néven is számon tartanak) és kommentárokat készített Arisztotelész Nikomakhoszi Etikájához. Nézeteire Averroës és Aquinói Szent Tamás gyakorolt befolyást.